# Eulàlia Solé i Olivart
Eulàlia Solé i Olivart (* 1946 in Barcelona) ist eine katalanische klassische Pianistin und Klavierpädagogin. Als Absolventin des Conservatori de Barcelona und als Schülerin von Alicia de Larrocha gehört sie zur Katalanischen Pianistenschule.

## Leben und Werk
Eulàlia Solé wurde 1946 in eine Familie mit einer tief eingewurzelten Musiktradition hineingeboren. Sie trat in das Konservatorium von Barcelona ein, wo sie bei Pere Vallribera Klavier studierte. Mit 14 Jahren gab sie ihr erstes öffentliches Konzert. Mit 15 Jahren interpretierte sie César Francks Sinfonische Variationen und Beethovens Konzert Nr. 3 für Klavier und Orchester. Sie ging studienhalber von 1960 ab drei Jahre lang nach Paris zu Christiane Sénart. Nach ihrer Rückkehr nach Barcelona nahm sie ihre Konzerttätigkeit wieder auf. Sie studierte zudem bei Alicia de Larrocha in Barcelona und bei Wilhelm Kempff in Positano (Italien). Auf Einladung von Maria Tipo verbrachte sie 1971/1972 ein Jahr in Florenz und erwarb sich ein Diplom am Konservatorium Luigi Cherubini. Sie kehrte nach Paris zurück und erhielt dort das Europäische Diplom des Konservatoriums mit einem ersten einstimmigen Preis der Jury.
Seitdem trat sie in allen wichtigen Konzertsälen in Spanien und der gesamten Welt auf. Sie begann ihre internationale Karriere 1980 in der New Yorker Carnegie Hall. Es folgten Soloklavierkonzerte, Kammermusikauftritte und Auftritte als Orchestersolistin in Puerto Rico, Frankreich, Italien, Belgien, der Tschechoslowakei und in anderen Ländern. Sie trat zusammen mit dem Orquestra Nacional d’Espanya, dem Orquestra Ciutat de Barcelona, dem Holländischen Kammerorchester, dem Mannheimer Orchester, dem London Saint Smith Square Orchestra und dem London Symphony Orchestra gemeinsam auf. Sie arbeitete mit Dirigenten wie Antoni Ros-Marbà, Franz-Paul Decker, Rafael Ferrer, Maximiano Valdés, John Loubok, Stanisław Skrowaczewski, Vladislav Czarnecki und Mariss Jansons zusammen.
Solé hat in mehreren Ländern Rundfunk- und Tonträgeraufnahmen eingespielt. Ihr Repertoire ist breit und umfasst Werke der Klassik, der Romantik und der Moderne. Sie zeigte ein ausgewiesenes Interesse an zeitgenössischer Musik. Sie präsentierte Werke von Ramón Barce, Josep Soler, Carlos Cruz de Castro und Joan Guinjoan. Sie hat zahlreiche avantgardistische Werke uraufgeführt. Neuere Komponisten haben ihr zahlreiche Kompositionen gewidmet. Sie hatte außerordentlichen Erfolg mit der Interpretation der Goldberg-Variationen von Johann Sebastian Bach. Das für diese Aufnahmen als Herausgeber fungierende Festival Internacional de Música de Peralada in Katalonien zwei Bände von Bachs Wohltemperiertem Klavier ebenfalls mit Solé herauszubringen.
Eulàlia Solé verband ihre Karriere als Konzertpianistin mit der für sie wichtigen pädagogischen Arbeit als Klavierdozentin. Ab 2001 lehrte sie das Fach Klavier an der Escola Superior de Música de Catalunya, der Musikhochschule von Katalonien. Zuvor war sie von 1982 bis 1998 Leiterin der Klavierabteilung des professionellen Musikkonservatoriums von Badalona.